# حسين ماضي
حسين ماضي (1938 - 17 كانون الثاني/يناير 2024) رسام ونحات لبناني، درس الرسم والنحت والحفر في بيروت في الأكاديمية اللبنانية للفنون الجميلة منذ سنة 1958 حتى 1962، ثم انتقل للدراسة في روما في أكاديمية بيلي أرتي، وعاش بين هاتين المدينتين بين عامي 1973 و1986. أجرى بحثًا متقدمًا عن التراث الثقافي العربي والمصري في روما، ثم عاد إلى لبنان في العام 1986، وأصبح أستاذًا في معهد الفنون الجميلة - الجامعة اللبنانية في لبنان، ولقد عرض أعماله في أوروبا منذ عام 1965، ثم عرض أعماله الفنية في العديد من المتاحف العالمية مثل المتحف البريطاني وفي بينالي البندقية ومتحف أوينو في طوكيو.

## حياته
وُلد حسين ماضي في بلدة شبعا (قضاء حاصبيا - العرقوب) لبنان عام 1938، ثم انتقل إلى إيطاليا حيث درس في روما، واتقن حِرف الرسم والنحت والطباعة، إضافة إلى تقنيات فن الفرِسكو والموزاييك والغرافيك في أكاديمية الفنون الجميلة وأكاديمية سان جياكومو في روما.
أقام حسين ماضي أكثر من ستين معرضًا فرديًا، كما شارك في عدة معارض دولية، بالإضافة إلى البيناليات حول العالم. وتتصدرت أعماله الفنية عددًا من المجموعات الفنية العامَة والخاصة الهامّة حول العالم بما فيها المتحف الوطني الأردني للفنون الجميلة، والمتحف البريطاني في لندن، ومتحف أينو الملكي في طوكيو، وبنك شيس منهاتن في نيويورك ومجموعة ميشيل تابييه الفنية في باريس، ومتحف سرسق في بيروت.

تأثرت أعمال حسين ماضي بأعمال الفنانين الأوروبيين المعاصرين مثل هنري ماتيس وبابلو بيكاسو، وكذلك تأثر بالتصاميم الفنية الإسلامية، كما يتأثر بفنون المشرق الأدنى والحضارات الفرعونية والبابلية والآشورية والفينيقية. كما يشكل موضوع الطبيعة الصامتة الموضوع الأكثر حضوراً في أعمال حسين ماضي، سواء كان جسد إنسان أو طير أو شجرة، كما يمزج فيها قلم الرصاص والفحم والأحبار السوداء والبنية واللوحات الورقية والقماشية ولوحات الطيور والنساء العاريات والثيران، فيقول: 
«الطبيعة معلمتي الوحيدة، ولا تنبع الأعمال العظيمة إلا من الخالق الأكبر» 
كما عمل في أعماله إلى تبسيط الأشكال الهندسية والتشريحية، ويظهر في أعماله عموماً، ومنحوتاته خصوصاً، نزوع نحو اتباع المدرسة التكعيبية.

## جوائز
حصل حسين ماضي على العديد من الجوائز منها: جائزة الصالون الخامس لقصر سرسق للرسم سنة 1965-1966، وجائزة الصالون الثامن للنحت التي قدمها المركز الثقافي الإيطالي في 1968/1969، والجائزة الأولى للحفر (بالإيطالية: Citta di Lecce)‏ في إيطاليا عام 1974. وجائزة رئيس جمعية الفنانين اللبنانيين أعوام 1982 و1992.

## كتبه
- فن ماضي، (بالإنجليزية: The Art of Madi)‏ طبعة كتب الساقي، 2005، منشور باللغة الإنجليزية.[12]
- حسين ماضي، طبعة غاليريا دارتي كافور، 1972، باللغة الإيطالية.

## أشهر المعارض
- 2009 عايدة شرفان للفنون الجميلة، بيروت، لبنان (معرض النحت)
- 2008 عايدة شرفان للفنون الجميلة، بيروت، لبنان (لوحات: أوماجيو ألا دونا)
- 2006 عايدة شرفان للفنون الجميلة، بيروت، لبنان (لوحات)
- 2005 عايدة شرفان للفنون الجميلة، بيروت، لبنان (معرض فن الجرافيك)
- 2004 عايدة شرفان للفنون الجميلة، بيروت، لبنان (لوحات وتوقيع)
- 2004 السفارة الإيطالية في لبنان.
- 2003 بينالي البندقية
- 2002 عايدة شرفان للفنون الجميلة، بيروت، لبنان (رسومات)
- 2002 عايدة شرفان للفنون الجميلة، بيروت، لبنان (معرض فن الجرافيك)
- 2001 عايدة شرفان للفنون الجميلة، بيروت، لبنان (منحوتات)
- 2000 عايدة شرفان للفنون الجميلة، بيروت، لبنان (لوحات)
- 1999 الفن الأوروبي 1999، معرض لبنان الخاص، جنيف
- 1998 أوبرا القاهرة
- 1997 متحف الشارقة
- 1995 معرض الفنون الخضراء، دبي
- 1995 متحف قطر للفن الحديث، الدوحة
- 1990 المتحف البريطاني، لندن
- 1987 جمعية الفنانين اللبنانيين، بيروت
- 1986 جمعية الفنانين اللبنانيين، بيروت
- 1985 معرض بترا بنك للفنون، عمان
- 1984 بينالي الكويت
- 1984 بينالي فن الجرافيك، برادفورد، المملكة المتحدة
- 1983 جمعية الفنانين اللبنانيين، بيروت
- 1982 متحف قصر سرسق، بيروت
- 1980 مهرجان الطلاء الدولي الثاني عشر، فرنسا
- 1980 المركز الثقافي الإيطالي، بيروت
- 1978 معرض سامية توتونجي، بيروت
- 1978 المعرض الدولي للطباعة، ليتشي، إيطاليا
- 1977 معرض سامية توتونجي، بيروت
- 1976 معرض الفن الإسلامي، لندن
- 1976 معرض إيساجونو، ليتشي، إيطاليا
- 1975 معرض نوفيلي، إيطاليا
- 1974 معرض بينالي بغداد الدولي
- 1974 مودولارت غاليري، بيروت
- 1973 معرض الصور، بيروت
- 1973 معرض تريفالكو، روما
- 1972 معرض تريفالكو، إيطاليا
- 1972 متحف أوينو، طوكيو
- 1972 معرض وزارة السياحة للفنون، روما
- 1972 معرض كونتيني، روما
- 1972 معرض كافور، ميلانو
- 1972 معرض كورتينا، ميلانو
- 1971 معرض لا استاديرا، إيطاليا
- 1968 متحف قصر سرسق، بيروت (الجائزة الأولى في النحت)
- 1968 المركز الثقافي الإيطالي (الجائزة الأولى في النحت).
- 1967 بينالي الإسكندرية.
- 1966 معرض متحف بيروت.
- 1965 معرض جمعية الفنانين اللبنانيين.
- 1965 متحف قصر سرسق، بيروت (الجائزة الأولى في الرسم).
- 1965 معرض بينالي الإسكندرية، مصر.

## الوفاة
توفي حسين ماضي في 17 يناير 2024 عن عمر ناهز السادسة والثمانين.

## وصلات خارجية
- حسين ماضي.
- حسين ماضي في عايدة شرفان.